# CD Español
Club Deportivo Español war ein venezolanischer Fußballverein aus der Hauptstadt Caracas. Der Verein, der auch Españoles genannt wird, wurde 1932 gegründet und 1961 aufgelöst. Größter Erfolg war der Gewinn der Meisterschaften 1946 und 1959.

## Geschichte
CD Español wurde im August 1932 von spanischen Einwanderern aus Regionen wie Galicien, Katalonien, Madrid, den Kanarischen Inseln, Asturien und dem Baskenland in Venezuela gegründet. Das Team in Grün-Weiß debütierte in der Zweiten Liga von Caracas, obwohl es das Recht hatte, direkt in der Ersten Division zu spielen. Die Vereinsführung wollte jedoch zunächst in der unteren Liga Erfahrungen sammeln. Der Klub feierte zwei große Erfolge: 1946 gewann CD Español die Meisterschaft mit einer starken Mannschaft, die Nationalspieler Manuel Antonio Pérez, fünf costa-ricanische Spieler und ein Quintett spanischer Herkunft umfasste.
CD Español gewann 1959 erneut die Meisterschaft der Primera División, die 1957 zu einer Profiliga wurde. Vor dem letzten Spiel lag Deportivo Portugués mit 18 Punkten vorn, während CD Español 17 Punkte hatte. Im entscheidenden Spiel gegen La Salle lag CD Español zur Halbzeit zurück, drehte jedoch das Spiel und siegte 4:1, was den Meistertitel sicherte. Abel Benítez war mit 15 Toren Torschützenkönig. 1960 erreichte der Verein erneut das Finale, verlor jedoch beide Spiele gegen Deportivo Portugués mit 0:3. Ab 1961 zog sich der Klub aus der Profiliga zurück und spielte in unteren Ligen. Ein Jahr später löste sich der Klub auf und bleibt als erster spanischer Verein in Venezuela in Erinnerung.

## Erfolge
- Venezolanischer Meister: 1946, 1959